# Andrena semiadesus
Andrena semiadesus (лат.) — вид пчёл рода Andrena из семейства Andrenidae. Африка: Марокко. Название semi (частично или частично) + adesus (изъеденный, изношенный, изъеденный) было выбрано для иллюстрации наличника самца, где центральная жёлтая метка латерально уменьшается за счёт вторгающихся чёрных меток.

## Описание
Длина менее 1 см. Мелко шагренированный проподеальный треугольник, узкие лицевые ямки, отсутствие продольных полос на наличнике и жёлтая маркировка наличника у самца позволяют отнести эту пчелу к подроду Aciandrena. Самца можно сразу же отделить от других Aciandrena с жёлтыми наличниками, поскольку жёлтая маркировка уменьшена, она не простирается до краёв наличника, а два тёмных пятна, которые обычно находятся к центру наличника у желтолицых Aciandrena, отсутствуют, так как вместо этого они примыкают к чёрным меткам, которые простираются от краёв наличника. Гениталии также заметно более удлинённые, капсула почти в два раза длиннее ширины и с широким пенисным клапаном, тогда как у большинства других видов Aciandrena капсула лишь немного длиннее ширины и со сравнительно узким пенисным клапаном. Самка наиболее сходна с Andrena totana Warncke, 1974, поскольку они оба имеют широкий, шагреневый, тупой, умеренно приподнятый и центрально слегка уплощённый редкопунктированный наличник, но тергиты A. semiadesus полностью непунктированы, а ямки более узкие.